# 蠣崎氏
蠣崎氏是日本戰國時代以來以蝦夷地為根據地的大名氏族，其祖先为若狭武田氏的武田信广，因領有糠部郡蠣崎（今青森縣陸奧市川內町），故而被稱為蠣崎氏。1593年（文禄二年），第5代家督蛎崎庆广降服于丰臣秀吉，并于次年改姓松前氏，但其庶流中仍然使用蠣崎氏。在江户时代，该家族统治着松前藩，石高为10000石。明治维新后，末代藩主松前修广名列大名（诸侯）华族，领子爵衔。

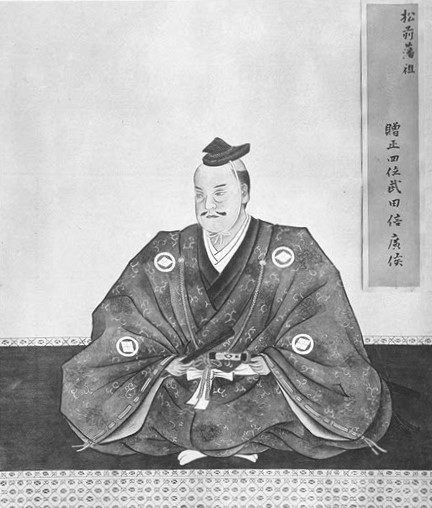
家族祖先武田信广

## 抵达北海道
在室町时代，蛎崎氏同安东氏关系密切，因而家督蛎崎季繁被派往镇守北海道道南十二馆之一的花泽馆，同任上国守护（此时北海道由上国守护与下国守护二人共治）。1457年（康正三年），大和族定居者同本地的阿伊努人首领胡奢麻尹爆发冲突，史称胡奢麻尹之战。这场战争中道南十二馆中的十馆均被阿伊努人攻陷，但蛎崎季繁的养子信广在战场上将胡奢麻尹射杀，并趁机击溃了阿伊努人的部队。
此外，下北半岛上的蛎崎氏旁系为南部氏的家臣。1457年（康正三年），旁系家督蛎崎信纯掀起了针对南部氏的叛乱，但被南部氏家臣八户政经击败，信纯逃往北海道，自此蛎崎氏失去其在本州的领地。。
蛎崎氏于1473年（文明四年）另筑新城胜山馆，并将居城搬迁至此。此外，有记载显示蛎崎氏曾收到库页岛上土著部落酋长所赠的礼品，因此蛎崎氏很有可能已将影响力扩张到北海道之外。

## 战国时代的蛎崎氏
蛎崎氏在胡奢麻尹之战中立功后，在北海道威望大涨。1496年（明应四年），原下国守护安东恒季因苛政被十二馆馆主上书安东氏家督安东忠季要求弹劾，后恒季因罪自尽，奉行之位交由蛎崎信广之子蛎崎光广，此时蛎崎氏已经事实上完全控制了北海道。1512-13年（永正八年-九年），蛎崎光广趁安东氏虚弱，出兵讨伐河野季通、小林良定、小林季景和相原季胤等其他北海道的馆主，并迫使他们自杀。1518年（永正十四年），蛎崎光广病逝，上国守护与下国守护的头衔分布由他的两个儿子蛎崎义广与蛎崎高广继承。二人均意图吞并对方的领地，因此从1521年（大永元年）起兄弟阋墙，双方爆发了数场军事冲突，直到1536年（天文四年）双方才和解。然而，在1545年（天文十三年）蛎崎义广病逝后，高广之子基广仍然意图夺取蛎崎氏的家督，遂起兵叛乱，但很快被新任家督蛎崎季广击败，蛎崎基广也兵败身亡。此后，虽然蛎崎氏事实上已独立，但由于经济命脉仍然被安东氏所把控，其仍然作为安东氏的盟军在1545年（天文十三年）、1567年（永禄九年）、1581年（天正九年）、1583年（天正十一年）、1586年（天正十四年）、1588年（天正十六年）和1590年参与了安东氏与其敌对势力，例如南部氏和津轻氏的作战。:20-23
1587年（天正十五年），安东氏家督安东爱季逝世，随即安东氏便陷入内乱。此时蛎崎季广已隐居，让位于其子庆广。蛎崎庆广借机前去拜见丰臣秀吉，并宣布脱离安东氏，正式成为独立大名。1593年（文禄二年），蛎崎庆广协助平定了陆奥国南部氏爆发的九户政实之乱。次年，蛎崎氏接到命令准备前去支援文禄·庆长之役，但直到战争结束蛎崎氏的部队仍然在肥前的名护屋城待命。:54
值得一提的是，自蛎崎季广时代起，蛎崎氏致力于缓和同本地阿伊努人的关系，尝试与他们和睦共处并建立稳定的贸易往来，该政策为蛎崎氏带来了可观的利润。

## 松前藩主

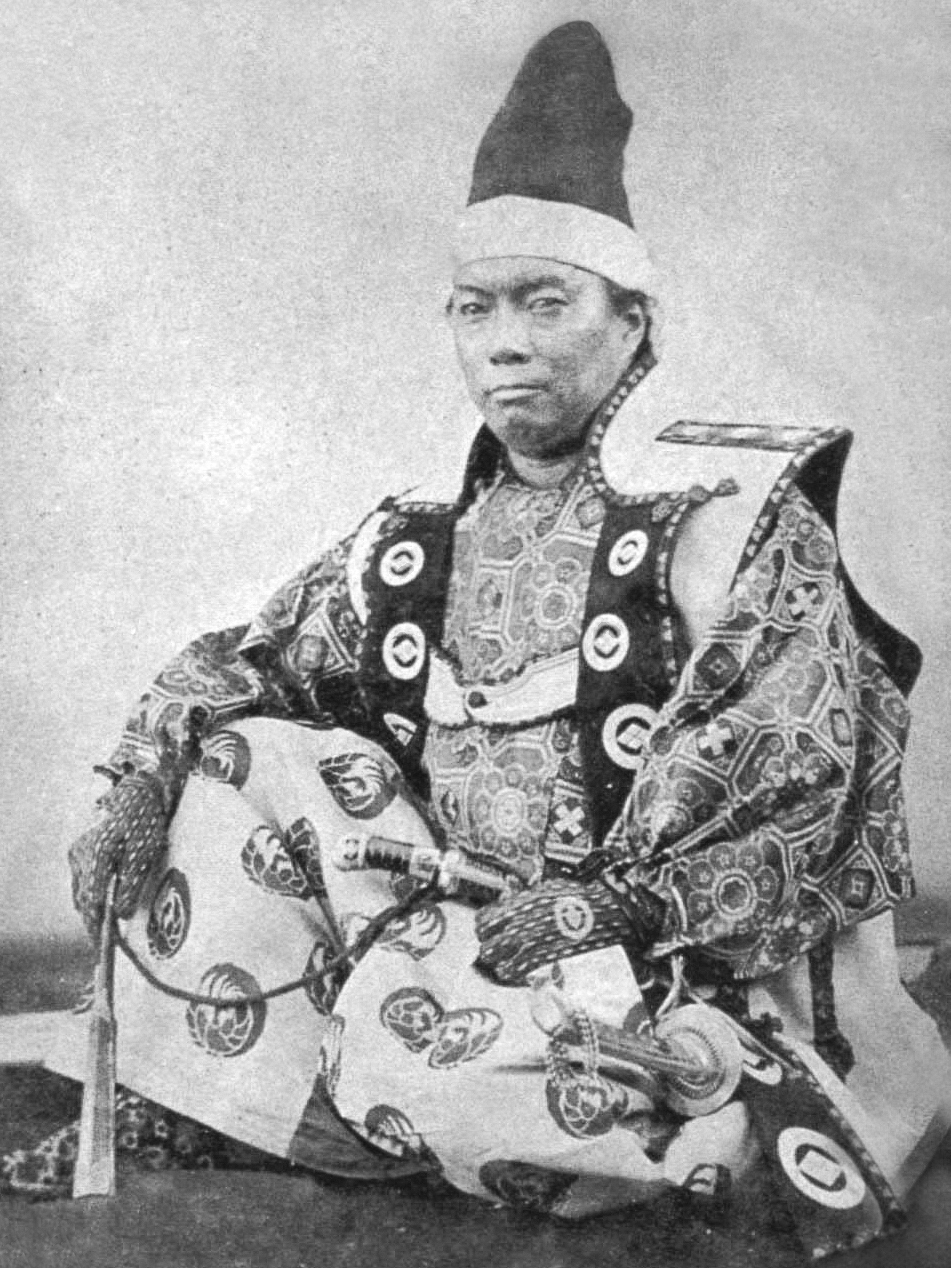
松前藩第12任藩主、松前氏第17任家督松前崇广

1594年（文禄三年），蛎崎氏改姓松前氏。在江户时代开始后成为了松前藩藩主，新建居城福山城，因此又名福山藩。由于松前氏的领地位于寒冷的北海道，耕种极为困难，粮食需要依赖弘前藩的进口，主要经济来源为同阿伊努人进行毛皮贸易、木材砍伐以及捕捞水产，因而没有严格意义上的“石高”（即稻谷产量），但在1719年（享保三年）江户幕府统计认为松前藩的经济大致相当于10000石。江户幕府先后于1799年（宽政十年）和1804年（文化元年）将其领地东半部分与西半部分纳入直辖领，作为补偿松前氏获封陆奥国梁川9000石的封地。1821年（文政三年），幕府解除了对北海道的直辖，松前氏也随即返回旧领地，但1855年（安政二年）幕府再次将北海道纳入直辖，松前氏又被转封到梁川，但这次其在梁川的领地提升至了30000石。。
在17-18世纪，松前氏对领地内的自然资源进行了大规模的开发，包括对夕张、钏路和石狩等地的林场以及领海内产出鲑鱼、海带等水产的渔场。
1863年（文久三年），藩主松前崇广在江户幕府中受任老中一职，他在朝中积极推行门户开放有关事宜，因而同幕府将军、推行锁国的德川庆喜关系紧张，于1865年（庆应元年）被解雇并处以禁闭处罚，在次年去世.1866年（庆应二年），松前藩在北海道的领地再次得以恢复。在箱馆战争中，松前氏选择支持政府军，因此遭到了榎本武扬军队的攻击，福山城在1868年（明治元年）11月被攻陷，藩主松前德广逃往弘前。1869年（明治二年）2月，松前氏在政府军帮助下夺回领地，并参与了对五棱郭的攻城战。战后，松前氏被给予20000石的封赏。

## 明治维新以后的松前氏
1884年（明治十六年），松前氏名列大名（诸侯）华族，受封子爵。1891年（明治二十三年），松前氏同大村藩主大村氏、沼田藩主真田氏以及佐土原藩主岛津氏三家同样在明治维新中立功的子爵华族上书请求升格为伯爵，虽然另外三家都得到了批准，宫内大臣田中光显认为松前氏的功勋不足以升为伯爵，因此请求被驳回。
1944年10月（昭和十八年），时任家督松前正广在巴布亚新几内亚战死，子爵爵位也被收回，今日的家督松前孝广系其堂弟。

## 族谱
注：粗体字代表此人为蛎崎氏/松前氏家督，上标的数字代表此人为第几任家督，点线代表二人之间为养父子关系。